# حرائق مقاطعة بولدر 2021-22
حرائق مقاطعة بولدر 2021-22 في 30 ديسمبر 2021 قبل الساعة 10:30 صباحًا بقليل بتوقيت جرينتش، اندلعت حرائق العشب في مقاطعة بولدر، كولورادو الولايات المتحدة. تم تسمية حريقين من قبل سلطات مكافحة الحرائق المحلية باسم مارشال فاير وميدل فورك فاير.

## الجدول الزمني
انتشرت الرياح العاتية بسرعة في إحدى الحرائق باتجاه الشرق إلى المناطق التي هددت التقسيمات الفرعية، ودفعت إلى إجلاء عشرات الآلاف من الأشخاص في بلدة سوبريور ومدينتي لويزفيل وبرومفيلد. تم الإبلاغ عن هبوب رياح تبلغ 115 ميلاً في الساعة (185 كم/ساعة)، وكان مدى الحريق يقدر بـ 1600 فدان (650 هكتار) بحلول الساعة 5:00 مساءً. وزاد إلى 6200 فدان (2500 هكتار) بحلول الساعة 10:00 صباحًا يوم 31 ديسمبر.
ذكرت التقارير الأولية أن حريق مارشال قد يكون ناتجًا عن خطوط الكهرباء المتساقطة، ولكن مسحًا أجرته شركة إكسيل للطاقة لم يجد خطوط كهرباء مقطوعة في المنطقة التي بدأ فيها الحريق. حتى 31 ديسمبر لا يزال السبب غير واضح ولا يزال قيد التحقيق. أظهر تقرير إخباري لاحق أن مصدر حريق مارشال ربما كان سقيفة مشتعلة في هوي. 93 و170 بدلاً من خطوط الكهرباء المعطلة.

## التأثير
حتى مساء الأول من يناير 2022 احترق ما يقدر بنحو 991 مبنى، بما في ذلك منازل وفندق ومركز تسوق واحد على الأقل نتيجة انتشار حريق مارشال بسرعة، وتضرر 127 مبنى آخر. بعد أقل من 12 ساعة من الاشتعال تجاوز الحريق حريق الغابة السوداء عام 2013 باعتباره الأكثر تدميراً في الولاية من حيث الهياكل المفقودة. ردًا على الحرائق أعلن الحاكم جارد بولس حالة الطوارئ حوالي الساعة 3:15 مساءً في يوم تفشي الحريق وأمر بتأخير أرضي في مطار دنفر الدولي، وتم احتواء حريق ميدل فورك بعد اليوم الأول.
كما تم تأكيد استمرار الحرائق من الأيام السابقة في مقاطعة جيفرسون. تم تأكيد ست إصابات في ارفادا حيث قامت الرياح بانهيار متجر ديسكونت تاير، وتم تأكيد ستة إصابات حروق على الأقل في مقاطعة بولدر. لم يتم تأكيد أي حالة وفاة، ولكن فقد ثلاثة أشخاص، ويفترض أنهم ماتوا. أغلقت وزارة النقل في كولورادو العديد من الممرات والطرق نتيجة للحوادث والحرائق نفسها، تم إغلاق طريق الولايات المتحدة رقم 36 في كلا الاتجاهين من بولدر إلى برومفيلد وأغلق جزء من طريق ولاية كولورادو السريع 470 بالكامل بالقرب من موريسون. كما تم إصدار تحذيرات السلامة للمسافرين على امتداد الطريق السريع 70 بين جولدن وجورج تاون والطريق السريع 93 بولاية كولورادو مغلقًا مؤقتًا لمدة 40 دقيقة في وقت متأخر من الصباح.
كما لوحظت تأثيرات الرياح العاتية في حرم جامعة كولورادو بولدر، حيث تم الإبلاغ عن سقوط الفروع والأشجار.
صدرت أوامر إخلاء لويفيل وسوبريور وأجزاء من برومفيلد. أعطيت أجزاء أخرى من برومفيلد أوامر ما قبل الإخلاء، ولكن تم رفعهاـ بالإضافة إلى ذلك أوامر ما قبل الإخلاء سارية لأجزاء من لافاييت وأرفادا وستمنستر.